# گایانه شاگویان
گایانه هاروتیونی شاگویان (ارمنی: Գայանե Հարությունի Շագոյան؛ انگلیسی: Gayane Shagoyan؛ ۱۱ مارس ۱۹۷۲)؛ قوم‌نگاری و انسان‌شناس فرهنگی اهل ارمنستان است.

## زندگی‌نامه
وی در ۱۱ مارس ۱۹۷۲ به دنیا آمد و از دانشکده تاریخ دانشگاه دولتی ایروان (۱۹۹۵) فارغ‌التحصیل گشت 

## یادداشت
1. ↑  
Institute of Archaeology and Ethnography of National Academy of Sciences of Armenia